# Girolamo Gambara
Girolamo Gambara, il Bastiolo (Bastia Umbra, XV secolo – XVI secolo), è stato un condottiero italiano.

## Biografia
Condottiero e capitano militare al servizio di Giampaolo Baglioni, sia durante le battaglie combattute da questi per la Repubblica di Firenze e per il papa Alessandro VI, sia quelle contro la famiglia degli Oddi per la superiorità su Perugia. Quando Giampaolo Baglioni, per ordine di Leone X, fu imprigionato e decapitato (1520) a Castel Sant'Angelo in Roma, passò al servizio del giovane figlio Malatesta IV Baglioni (di Giampaolo), che aveva grande stima per Girolamo Gambara, tanto da affidargli nel 1529, dopo essersi inimicato il pontefice Clemente VII e con il timore di perdere la sua signoria, lo mise alla difesa di Spello, uno dei principali castelli sotto il suo dominio, contro le truppe di Filiberto di Chalon, principe di Orange.
In un documento scritto dallo storico perugino Flogeri, Girolamo è definito: “Uomo nella guerra molto esperto e capitano valoroso”; questo elogio viene da un avversario e si riferisce alla cosiddetta Guerra del sale (1540).